# Naricual (Venezuela)
Pour les articles homonymes, voir Naricual.
Naricual est la capitale de la paroisse civile de Naricual de la municipalité de Simón Bolívar dans l'État d'Anzoátegui au Venezuela.